# Línia Gustav

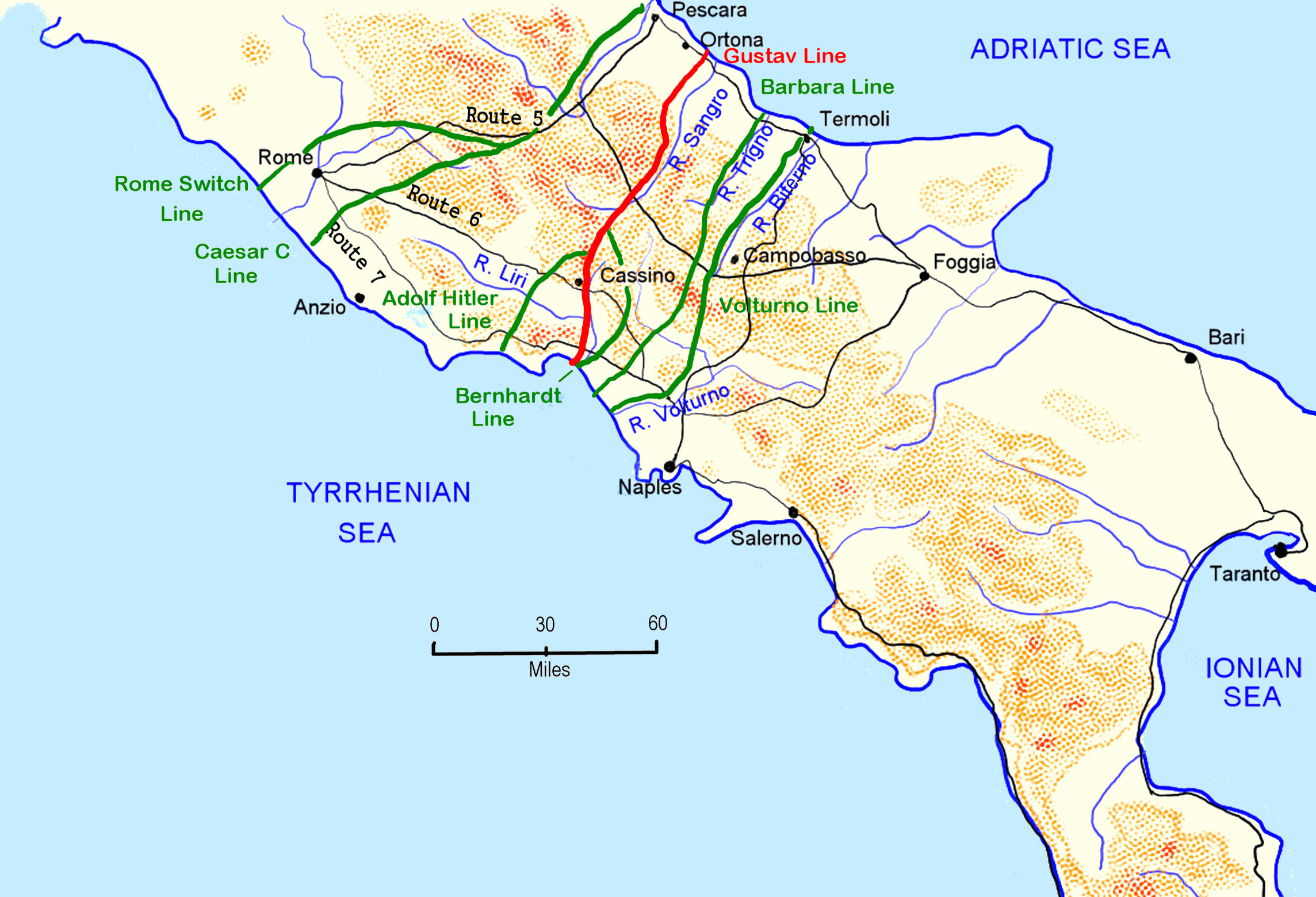
Línia Gustav

La Línia Gustav (o Línia d'Hivern) va ser una sèrie de fortificacions construïdes a Itàlia durant la Segona Guerra Mundial per l'Organització Todt de l'Alemanya nazi, amb la finalitat d'evitar o, al si més no, alentir l'avançament de les tropes aliades per la península Itàlica en direcció cap al nord.
La línia fortificada s'estenia des del mar Tirrè, just al nord del punt on el riu Garigliano desemboca, continuava cap a l'oest a través dels Apenins i arribava fins a la desembocadura del riu Sangro a l'Adriàtic. El centre principal de la línia, on travessava el gran eix de comunicacions nord-sud (actualment, l'autopista 6), es trobava al peu del monte Cassino i de l'abadia de Montecassino que estava al seu cim.

## Història
La ubicació estratègica de Montecassino, va ser utilitzada com a punt de pivot de la Línia Defensiva Gustav, la qual seguint el curs del riu Garigliano-Gari-Ràpid passava als peus de Cassino per on també creua la vital via ferroviària Nàpols-Roma, i es desplaçava al llarg de la zona més estreta de la península italiana, concloent al riu Sangro que desemboca a l'Adriàtic. El principal objectiu estratègic alemany, a part de guanyar temps, no era defensar la possessió d'Itàlia, sinó retardar la progressió dels exèrcits aliats amb el principal objectiu de protegir les vitals zones petrolíferes romaneses, la distància de les bases aèries Aliades s'escurçava més.
La Línia Gustav aixecada a les muntanyes Abruços d'Itàlia, excloïa la cimera de Monte Cassino i de la Muntanya Samucro, doncs per als alemanys, no eren un bon lloc d'observació perquè el seu prominència els feia molt vulnerables, exposant-los al foc de l'artilleria i l'aviació enemigues. Quant a Montecassino, els comandaments alemanys a Itàlia consideraven que s'havia d'evitar la destrucció del monestir i les relíquies històriques que albergava. Per a l'efecte, el Mariscal Kesselring va cursar les ordres de transportar les obres d'art, la biblioteca i les relíquies històriques a Roma, posant sota la protecció del Vaticà. Les monges i monjos benedictins de Monestir van ser evacuats, quedant solament l'Abat Gregori Diamare de 82 anys i 5 monjos. Els llocs d'observació i les defenses es van col·locar a mig vessant de Montecassino i en altres muntanyes dels voltants on podien ser camuflats de millor manera. Als afores de l'Abadia un piquet de policia militar protegia l'entrada fent complir les ordres que cap soldat alemany podia ingressar.

## Epidèmies
El mes d'octubre de 1943, la Línia Gustav estava llista per complir la seva comesa. És oportú recordar que durant els primers anys dels 40 es va deslligar una epidèmia de malària a Itàlia i la zona de Cassino era endèmica, de manera que els bel·ligerants s'enfrontaven també a un enemic silenciós que assotava a les tropes d'ambdós bàndols. Però els alemanys tenien a més un altre enemic: els partisans, que a la Regió Lazio eren comandats pel dirigent comunista Enrico Giannetti. Els Aliats brindaven suport logístic als partisans i en canvi rebien informes d'intel·ligència. Per la seva banda els alemanys gairebé no tenien agents d'intel·ligència i en molts casos aquests agents, que creuaven d'un bàndol a l'altre per mar, realitzaven també un doble joc.

## Altres línies alemanyes
A més de la Línia Gustav els alemanys van construir diverses línies paral·leles amb 12 a 18 km de separació entre una i altra. La Línia Reinhard des de la boca del Garigliano al Tirrè fins al riu Sangro i la Línia Senger-Riegel, més coneguda com a Línia Hitler que unia Pontecorvo, Aquino i Piedimonte San Germano. Més al nord van construir la Línia Roma, última línia defensiva abans de la capital italiana. El setembre de 1943 l'àrea de Cassino va patir els primers bombardejos aeris aliats i poc després l'artilleria va ser apostant enfront de la Línia Gustav per martellejar durant mesos les defenses alemanyes. Abans de finals d'any, les forces alemanyes del sud d'Itàlia que inicialment es van concentrar a la Línia Bernardo a l'altura del Riu Volturno, ja ocupaven les noves posicions en la Línia Gustav.
Al llarg de la Línia Gustav, al sector sud, del costat del Mar Tirrè, el Mariscal Kesselring va disposar a la XIV Panzerkorps al comandament del General Fridolin von Senger und Etterlin amb 10 divisions. Al voltant de la Vall de Liri, entre Minturno i Castelforte la Divisió 94 al comandament del General Pfeiffer que havia de protegir una extensió a la costa tirrena, extremadament àmplia, la 29 Panzergrenadier en Ausona darrere de la Div 94. Entre Castelforte i Sant'Ambrogio sul Garigliano la Divisió 90 Panzergrenadier del General Baade. Entre Sant'Ambrogio i Cassino la Div 15 Panzergrenadier del General Rodt i la Divisió 3 Panzergrenadier del General Gräser composta per polonesos d'origen alemany. El seguia abans de Cassino la Div 3 d'Infanteria del General Haug. Entre Montecassino i Mont Caire la Div 44, entre Turó Belvedere i Mont Cifalco la Div 5 de Muntanya i darrere de les dues la Divisió 71. Al sector nord del costat de l'Adriàtic, va disposar el 10è Exèrcit, al comandament del Coronel General von Vietinghoff.